# Autoroute A8 (Croatie)
Pour les articles homonymes, voir Autoroute A8.
L'autoroute A8 (en croate : Autocesta A8) est une autoroute de Croatie longue de 64,2 kilomètres. Elle relie l'autoroute A9 à Kanfanar, à l'échangeur de Matulji vers Rijeka de l'autoroute A7. L'A8 est un tronçon de la route européenne 751. L'A8 passe près de Pazin et d'Opatija.